# Margareta Skulesdotter
Margareta Skulesdotter, född 1208, död 1270, var en norsk drottning, gift med Norges kung Håkon Håkonsson 1225. 

## Biografi
Hon var dotter till Skule Bårdsson och dennes hustru Ragnhild. Äktenskapet mellan Margareta och Håkon arrangerades som en försoning mellan hennes far och make. Det främsta skälet var att hindra hennes far från att återuppta de tronanspråk han hade gett upp då Håkon valdes till kung 1217. Paret förlovades under festliga former på kungsgården i Bergen år 1219, och bröllopet firades på samma plats den 25 maj 1225. Enligt seden firade könen i var sin sal. 
Äktenskapet lyckades inte skapa fred mellan maken och fadern, och konflikten avslutades först efter faderns uppror 1239-40. Hon ska enligt Håkons saga (Codex Frisianus) ha brustit i gråt då hon fick höra om faderns uppror och tagit faderns död hårt. Det är okänt om maken tillät henne att ärva fadern, vars egendom konfiskerades efter hans uppror. Vid något tillfälle bad hon dock påven att ta ett antal gods under sitt beskydd undan makens myndighet före hans kröning 1247, gods som maken gav henne efter sin kröning.  
Margareta tycks ha intresserat sig särskilt för Stavanger, och befann sig vid ett tillfälle i konflikt med biskopen av Stavanger. Konflikten löstes av kardinal Vilhelm av Sabina, som gav henne gemensamt med sina barn patronatsrätt över tre kapell i Stavanger efter hennes kröning; ett av dem var möjligen Peterskirken. Hon agerade också första vittne då maken vid okänt datum fastställde kyrkans respektive kronans domsrätt över Stavanger. Inte mycket är känt om Margareta som person. Det finns inget som tyder på att hon någonsin deltog i politiken. Däremot tycks hon ha spelat sin roll som drottning på ett aktivt sätt: det är dokumenterat att hon följde med maken på hans resor genom landet, och 1238 och 1240 fick hon scharlakansrött kläde i officiell gåva av Henrik III av England, och den illustrerade psaltare från England som kom till Norge vid mitten av seklet var också troligen en gåva till henne. Hon tycks dock ha försvarat sina ekonomiska rättigheter.
Efter makens död följde hon hösten 1264 sin son kung Magnus på besök till Rissa kloster i Trøndelag, som grundats av hennes far. Margareta besökte klostret ännu en gång 1267 och tillbringade sedan troligen resten av sitt liv där. Hon skänkte klostret en guldkalk, som förvarades där till 1531.
Barn
1. Olav Håkonsson (f. 1227)
2. Håkon Håkonsson den unge (1232–57)
3. Kristin Håkonsdatter (1234–62), gift 1258 med spanske infanten Felipe Fernandez de Valdecorneja (död 1274).
4. Magnus VI Håkonsson (1238–80)